# Васильев, Юрий Андреевич
Ю́рий Андре́евич Васи́льев (род. 26 мая 1947, Ленинград) — советский и российский театральный педагог, актёр, режиссёр, кандидат искусствоведения (1983), профессор кафедры сценической речи (2001) Российского государственного института сценических искусств, почётный профессор Кемеровского государственного института культуры (2022), действительный член Петровской академии наук и искусств Российской Федерации (2006), заслуженный деятель искусств Российской Федерации (2007).

## Биография
Юрий Васильев родился 26 мая 1947 года в Ленинграде. Мать — Васильева Серафима Васильевна. В пятнадцать лет (19 ноября 1962 года) начал трудовую деятельность на Ленинградской бумаго-прядильной фабрике «Возрождение». В 1968 году окончил среднюю вечернюю рабочую образовательную школу № 64 и поступил в Ленинградский государственный институт театра, музыки и кинематографии (курс Л. Ф. Макарьева), который окончил в 1972 году по специальности «Актёр драматического театра и кино».

## Деятельность
С 1972 по 1973 год — актёр Псковского драматического театра имени А. С. Пушкина, в котором сыграл много разноплановых ролей. С 1973 по 1974 год служил в рядах Вооружённых сил СССР. В 1975 году поступил в аспирантуру Ленинградского государственного института театра, музыки и кинематографии на кафедру сценической речи, где 1 сентября 1976 года начал преподавательскую деятельность и где трудится по сей день.
С начала педагогической деятельности Ю. А. Васильев ведёт предмет: «Сценическая речь». Он преподавал на более чем 20-ти курсах ЛГИТМиКа — СПбГАТИ — РГИСИ. Выпускники В. С. Андрушкевича, И. Р. Штокбанта, И. О. Горбачёва, Г. А. Товстоногова, А. Д. Андреева, В. Б. Пази, В. М. Фильштинского и многих других мастеров называют Ю. А. Васильева своим учителем и носителем лучших педагогических традиций российской и мировой театральной школы.
С 1983 года Ю. А. Васильев был связан с педагогической деятельностью народного артиста СССР, профессора Игоря Олеговича Горбачёва. Он преподавал сценическую речь в актёрских классах И. О. Горбачева выпуска 1987 и 1991 годов в ЛГИТМиКе, и в актёрских классах 1996, 2000, 2003, 2007 годов в Театральном институте «Школа русской драмы».
Также Ю. А. Васильев сотрудничал с Царскосельским филиалом СПбГАТИ «Интерстудио», преподавал сценическую речь в различных театральных школах мира: в Высшей школе музыки и театрального искусства г. Штутгарта (Германия) (1990—2015), Высшей школе музыки и театрального искусства им. Ф. Мендельсона-Бартольди, Лейпциг (Германия), (1996—2007), Шанхайском театральном институте, Шанхай (Китай) (1993), Шанхайском государственном институте визуальных искусств (2016).
Юрий Васильев — автор оригинальной методики совершенствования голоса и дикции драматического актёра, основанной на сенсорной активизации голосовых, речевых и двигательных функций организма. Исходя из системного понимания актёрского творчества, он создал своеобразную систему упражнений, включающую в себя все аспекты тренинга сценической речи. Особым достоинством его тренировочных упражнений является их диалогический характер, что выражает убежденность Юрия Васильева в творческой необходимости специальной методической последовательности профессионального речевого обучения актёра: парный тренинг — тренинг в диалоге — тренинг общения — ансамблевый тренинг — тренинг стилевой выразительности. Основные положения теоретических и практических поисков Ю. А. Васильева содержатся более чем в сотне опубликованных им статей и в более чем двух десятках монографий и учебных пособий, изданных в России, Германии, Швейцарии, КНР.
Более 20 лет Ю. А. Васильев много и плодотворно ведёт тренинги по актёрскому мастерству и сценической речи в театральных школах и драматических театрах Российской Федерации, Германии, Австрии, Финляндии, Швейцарии, Словении, Китая, Чехии, Южной Кореи, проводил «мастер-классы» в театральных школах Берлина, Гамбурга, Штутгарта, Мюнхена, Бонна, Цюриха, Праги. Ю. Васильев — профессор Высшей школы музыки и театрального искусства им. Ф. Мендельсона-Бартольди в Лейпциге.
Поставил около семидесяти драматических спектаклей в театрах и театральных школах России, Чехии, Германии, Швейцарии, Китая, Южной Кореи. Одним из направлений режиссёрской работы Юрия А. Васильева является создание монопредставлений.

## Театр

### Роли (частичный перечень)
Псковский академический театр драмы имени А. С. Пушкина
- 1972—1973 «Квадратура круга», В. Катаев — Абрам, Емельян Чернозёмный
- 1972—1973 «Когда цветет акация», Н. Винников — Сергей Никифоров
- 1972—1973 «Сирано де Бержерак», Э. Ростан — Карманный вор
- 1972—1973 «97», Н. Кулиш — Вася Стоножка
- 1972—1973 «Борис Годунов (трагедия)», А. Пушкин — Федор Годунов
- 1972—1973 «Как вам это понравится», У. Шекспир — Уильям
- 1972—1973 «Трибунал», А. Макаёнок — Володя
- 1972—1973 «На всякого мудреца довольно простоты», А. Островский — Человек Мамаева
- 1972—1973 «Визит старой дамы», Ф. Дюрренматт — Художник
- 1972—1973 «Лапти-самоплясы» М.Иванов — Принц

### Режиссёрские работы (частичный перечень)
- «Душекружение», монопредставление по произведениям Вл. Набокова, Российский государственный Академический театр драмы им. А. С. Пушкина (Александринский). Премьера: 22 апреля 1994 года[10].
- «Ветеръ». Два вечера с антрактом в сотню лет, А. Пушкин, А. Блок, Александринский театр. Премьера: 10 февраля 2001 года[10].
- «… Заблумшая душа. Episodes…», (по роману Дж. Джойс Улисс). Монопредставление. Музей В. В. Набокова, Санкт-Петербург. Премьера: 16 июня 2002 года[3].
- «Василиса Мелентьева», А. Островский. Монопредставление, Театрально-концертное объединение «Петроград-концерт». Премьера: 14 февр. 2003 года.
- «XVIII эпизод», (по роману Дж. Джойс Улисс), Литературно-мемориальный музей Ф. М. Достоевского, Санкт-Петербург. Премьера: 7 мая 2004 года[10].
- «Пикник с Алисой», по книге Льюиса Кэрролла Алиса в Стране чудес, Санкт-Петербургский академический театр имени Ленсовета. Премьера: 24 ноября 2005 года[11]
- «Маскар Ад», поэма судьбы в двух действиях, по произведениям А. Ахматовой, СПбГАТИ. Премьера: 19 января 2006 года[10].
- «Яр. Мо. Contra et pro», высказывание в лицах по текстам Ярослава Могутина, СПбГАТИ. Премьера: 4 февраля 2006 года[12]
- «История Сдыгр Аппр», сценическая композиция по дневникам и произведениям Даниила Хармса, Такой театр (Санкт-Петербург)Премьера: 24 ноября 2012 года[13].
- «Тринадцатый апостол», монопредставление по поэме Владимира Маяковского Облако в штанах, Такой театр (Санкт-Петербург). 2013 год[14].
- «Пришли Те, Кто Пришли», монопредставление по роману Саши Соколова Школа для дураков, Самарский театр драмы имени М. Горького. Премьера: 24 ноября 2013 года[15].
- «А. С. Пушкин. Стихи и мысли», моноспектакль народного артиста России Николая Мартона из цикла «Монологи в Царском фойе» по произведениям А. С. Пушкина, Александринский театр. Премьера: 07 декабря 2022 года[16]